# 流作場 (新潟市)

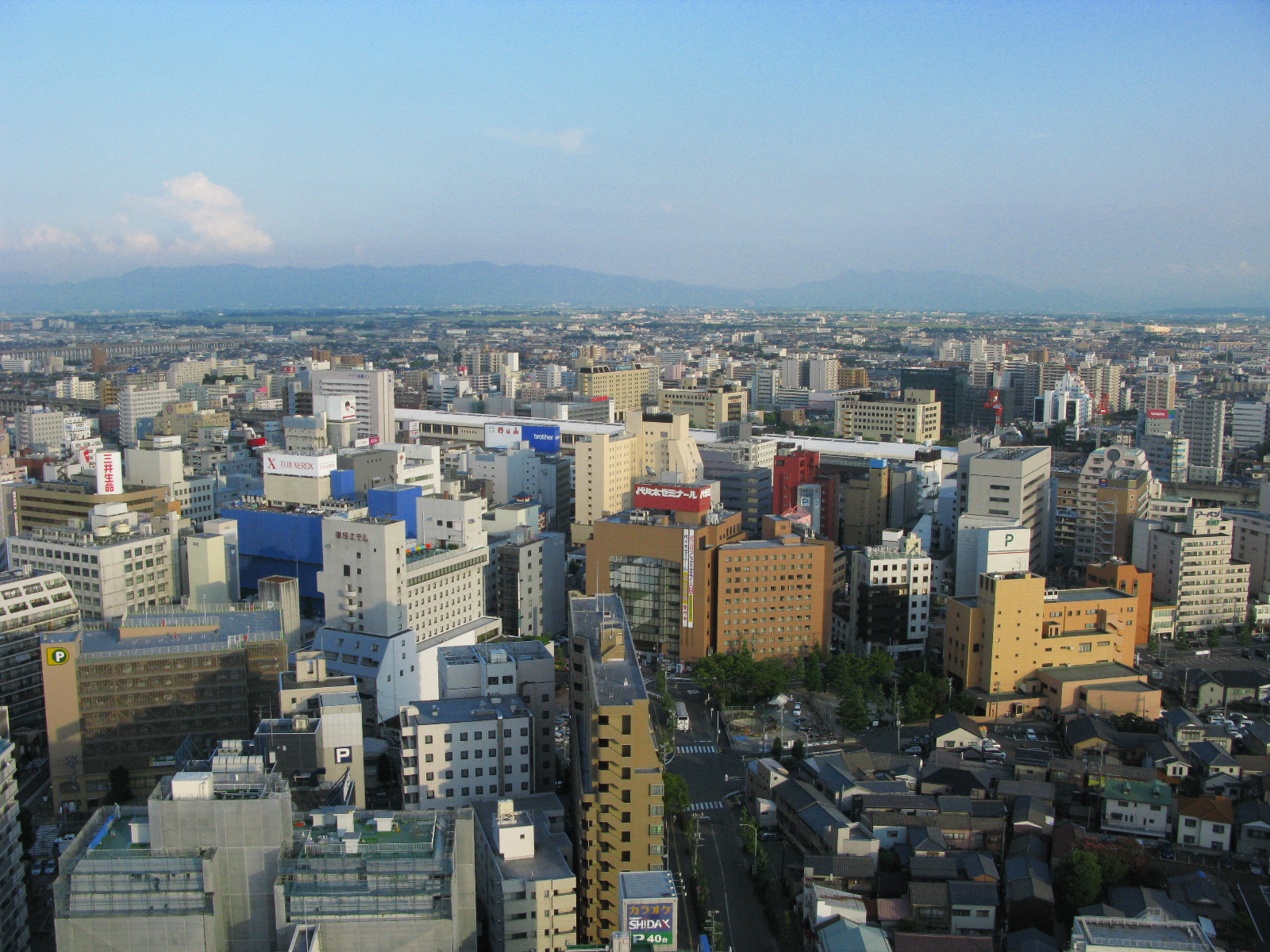
流作場周辺。奥が南東側（新潟駅側）。

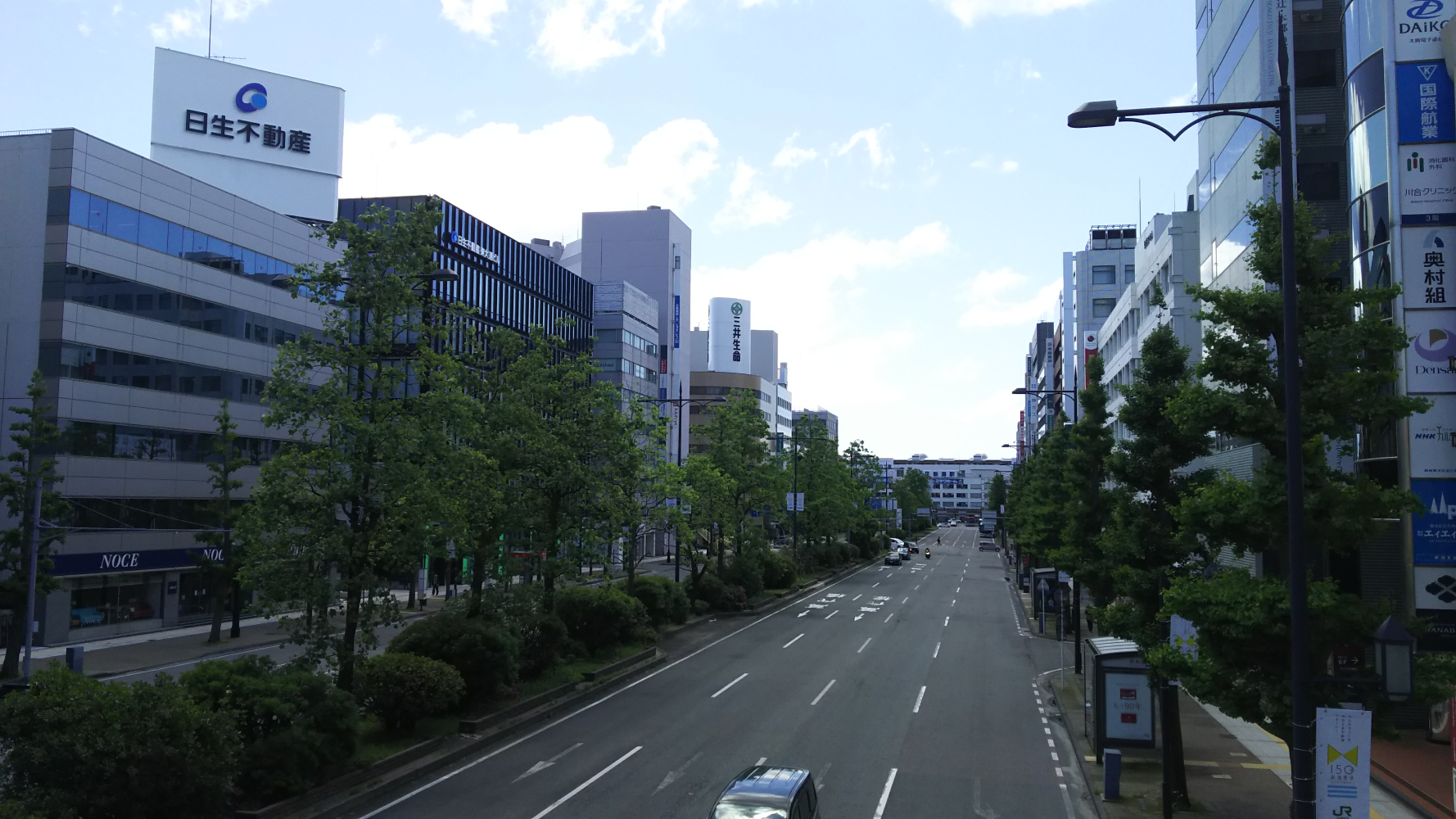
東大通りの流作場五差路から新潟駅方面

流作場（りゅうさくば）は、新潟県新潟市の大字。1968年（昭和43年）に住居表示が実施されたことにより消滅した。
以下の記述は消滅直前当時の旧流作場に関しての記述であり、現在では名称等が異なる場合がある。なお、ここに記述されていない内容に関しては新潟市などの記事を参照。

## 概要
信濃川河口部右岸に位置する、江戸期から1889年（明治22年）まで存在した流作場新田（りゅうさくばしんでん）の区域。地名の由来は、信濃川の付州における流作による。
もともとは信濃川にできた中州で、戦後まであった古信濃川を境界とする区域であった。
昭和時代初期から進められた信濃川旧流域の埋立てとその後の都市開発、さらに1958年（昭和33年）の新潟駅の現駅舎開業などによって、萬代橋東詰側一帯は都市化が進み、今日における新潟駅周辺地区および万代・八千代となった。
流作場の地名は、登記上では「流作場」と「流作場ノ内水島」のみ残存しているが、宅地や商業地などの住居表示上では使用されておらず、「流作場」の名称自体も、東大通と萬代橋通り、万代町通り、旧新潟駅前通（新潟市道）、新潟県道1号新潟小須戸三条線が接続する交差点の名称「流作場五差路」と、水島町に所在する「新潟市立流作場保育園」、三和町に所在し「流作場鎮守」である三社神社など、今日に至るまで残存するものはごく僅かとなっている。

## 地域
流作場の地域は東部と中央部の「新潟駅周辺地区 (新潟駅前地区)」、西部に分かれており、新潟駅周辺地区の他の地域の多くは住宅街となっている。

## 歴史
島争い
信濃川の浸食によって、沼垂町が現在地に移転した1684年（貞享元年）後も信濃川は右岸の沼垂町側を浸食し続けた。このため、新潟町側に「湊島」と呼ばれる島ができた。
新潟町と沼垂町は島の所有権をめぐって以前から争っており、これを解決するために毎年2月と8月に双方立ち合いの上で島と町の間の川の水深を測り、川の水深が浅い方が島を所有する取り決めとなっていた。両町による取り決めをどの島に適用するかで食い違いがあったが、新潟町側の川の水深が浅かったため、湊島は新潟町の所有となった。
元禄の湊訴訟
1691年（元禄4年）。沼垂町の住民が新しくできた島に稲の作付を行ったことに対し、新潟町は作付をやめるように沼垂町に再三申し入れたが沼垂町は作付をやめなかった。新潟町は新発田藩に対しても島での作付を中止させるように訴えたが、新発田藩は取り上げなかった。
1697年（元禄10年）、新潟町は沼垂町を相手取り、島の帰属と湊の支配権について幕府に提訴。1698年（元禄11年）、幕府は9月4日から29日にわたって両町の案内によって検分を行い、1699年（元禄12年）4月26日に新潟町の主張をほぼ全面的に認める裁許を下した。
付寄島の開発
「湊島」は50年ほどの間に成長し、延享年間には互いに接近する三つの大きな島となって沼垂町側に寄り付きそうになっていた。島と沼垂町の間は川幅70mから140mの浅瀬（古信濃川）となり、本流は新潟町と島の間に変わり、島の名前も「付寄島」と呼ばれるようになった。
1746年（延享3年）8月、長岡藩は付寄島の開発を五泉町の安倍玄的他4人に命じた。新潟町は付寄島を新たな移転先にしようと考えていたためこの開発に反対したが、長岡藩が十二ヶ条の定書を示したことで開発を受け入れた。
付寄島は1750年（寛延3年）7月に長岡藩の検地により「附寄島新田」と称し、土地が低く洪水などに度々見舞われたことから、毎年作柄を見てから年貢を決める永検見地とされた。
延享の島争い
1747年（延享4年）4月。付寄島の開発が始まると、沼垂町は「島は川の水深が浅い方に帰属する」という元禄の訴訟の裁許に基づいて新潟町を幕府に訴えた。これに対し新潟町は、島の所属はすでに元禄の裁許で決着済みであること、両町立ち合いで川の水深を測る約束も、沼垂町は50年以上にわたって放棄していると主張。1747年（延享4年）9月に幕府の裁許が下され、沼垂町はこの訴訟でも敗訴した。
新潟駅周辺地区の開発
1954年（昭和29年）、戦後初めての土地区画整理事業として新潟駅の移転に合わせ、水田42.4haの新潟駅前土地区画整理事業が着工される。これは新潟駅の現在地移転を前提としたもので、1953年（昭和28年）10月に都市計画決定され、1954年（昭和29年）5月に設計概要認可と事業計画が決定された。
新潟駅から三叉路の間に幅50mの東大通を通し、新発田街道から東大通まで直通させる明石通を通した。東大通には緑地帯が設けられ、電線や下水管は埋設されて電柱も下水溝も無い大通りとなった。
工事が完了したのは1960年（昭和35年）3月であったが、1958年（昭和33年）の新潟駅の移転開業時は企業による土地の思惑買いが横行によって地価が高騰したため、空き地が多く広い道路だけが目立った。1960年（昭和35年）2月9日に換地処分が公告され、（昭和36年）に帝国石油ビル、東映ホテルなどが建てられた。
住居表示の実施
区画整理による新町名の施行で流作場は1960年（昭和35年）10月には約3600世帯、15600人の市街地となり、居村町、〆切町など多くの通称名ができた。しかし、万代町が駅前区画整理地にあり、通称万代町が流作場の市街地と信濃川埋立地にあるなど複雑化したため、1968年（昭和43年）に住居表示を実施。地元住民の反対によって住居表示が実施されなかった区画も、1977年（昭和52年）9月に南万代町となり、流作場の町名は消滅した。

### 分立した町字
1960年（昭和35年）以後に、以下の町字が分立。
三和町（さんわちょう）
1968年（昭和43年）に分立した町字。
天明町（てんめいちょう）
1968年（昭和43年）に分立した町字。町名は小字天明前による。
東万代町（ひがしばんだいちょう）
1968年（昭和43年）に分立した町字。
明石（あかし）
1968年（昭和43年）に分立した町字。1960年（昭和60年）から1971年（昭和46年）まであった「明石通」の一部が改称して成立。
東大通（ひがしおおどおり）
1960年（昭和35年）に分立した町字。
弁天（べんてん）
1960年（昭和35年）に分立した町字。
花園（はなぞの）
1960年（昭和35年）に分立した「花園町」が、1968年（昭和43年）に改称した町字。
南万代町（みなみばんだいちょう）
1977年（昭和52年）に分立した町字。もとは1960年（昭和35年）から1977年まであった町名の弁天町で、南万代町の施行により弁天町が廃止となった。
春日町（かすがちょう）
1968年（昭和43年）に分立した町字。
水島町（みずしまちょう）
1968年（昭和43年）に分立した町字。町名は、旧町名「流作場ノ内水島」に由来する。

### 町字の変遷
| 1960年 （昭和35年）以前 | 1960年 （昭和35年） | 1968年 （昭和43年） | 1969年 （昭和44年） | 1970年 （昭和45年） | 1971年 （昭和46年） | 1975年 （昭和50年） | 1977年 （昭和52年） |
| ----------------------- | ------------------- | ------------------- | ------------------- | ------------------- | ------------------- | ------------------- | ------------------- |
| 流作場                  |                     |                     |                     |                     |                     |                     |                     |
| 東大通                  | 東大通              | 東大通              | 東大通              | 東大通              | 東大通              | 東大通              |                     |
| 東町                    | 東町                | 東町                | 東町                | 東町                | 東町                | 東大通              |                     |
| 東町                    | 明石                |                     |                     |                     |                     |                     |                     |
| 明石通                  | 明石                | 明石                | 明石                | 明石                | 明石                | 明石                |                     |
| 弁天町                  | 弁天町              | 弁天町              | 弁天町              | 弁天町              | 弁天                | 弁天                |                     |
| 万代町                  | 万代                | 万代                | 万代                | 万代                | 万代                | 万代                |                     |
| 花園町                  | 花園                | 花園                | 花園                | 花園                | 花園                | 花園                |                     |
| 流作場                  | 三和町              | 三和町              | 三和町              | 三和町              | 三和町              | 三和町              |                     |
| 流作場                  | 天明町              |                     |                     |                     |                     |                     |                     |
| 流作場                  | 万代島              |                     |                     |                     |                     |                     |                     |
| 流作場                  | 東万代町            |                     |                     |                     |                     |                     |                     |
| 流作場                  | 八千代              |                     |                     |                     |                     |                     |                     |
| 流作場                  | 春日町              |                     |                     |                     |                     |                     |                     |
| 流作場                  | 流作場              | 幸西                | 幸西                | 幸西                | 幸西                | 幸西                |                     |
| 流作場                  | 流作場              | 流作場              | 天神                | 天神                | 天神                | 天神                |                     |
| 流作場                  | 流作場              | 流作場              | 笹口                |                     |                     |                     |                     |
| 流作場                  | 流作場              | 流作場              | 米山                |                     |                     |                     |                     |
| 流作場                  | 流作場              | 流作場              | 流作場              | 流作場              | 流作場              | 南万代町            |                     |

### 年表
- 1746年（延享3年）8月 - 長岡藩の命を受けた安倍玄的、近江屋曾平、寺山幸助、中倉源兵衛、関川助市の5人によって開発。[1][23]
- 1889年（明治22年）4月1日 - 町村制施行に伴い中蒲原郡沼垂町と合併。[1][23]
- 1904年（明治37年）5月3日 - 北越鉄道新潟駅が開業。
- 1914年（大正3年）4月20日 - 大字流作場新田を大字流作場に改称[24]。
- 1935年（昭和10年）4月1日 - 新潟駅が2代目駅舎に改築される。
- 1958年（昭和33年）4月29日 - 新潟駅が現在地に移転開業。3代目駅舎（現駅舎）供用開始。

## 交通

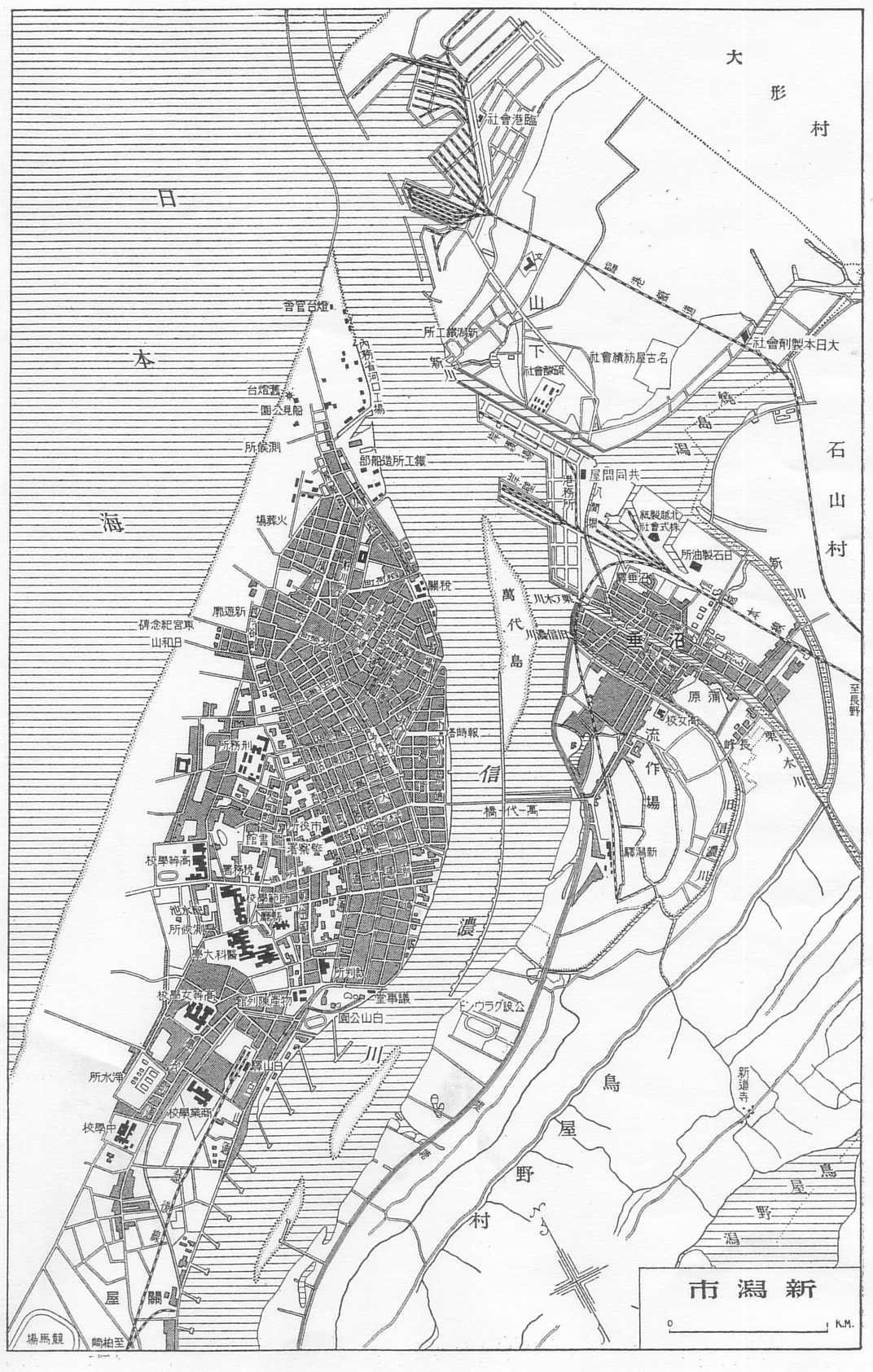
1930年頃の新潟市の地図。信濃川右岸側、沼垂の南の萬代橋付近に流作場三叉路が位置している。

- 新潟県道33号新潟停車場線・国道7号（東大通・萬代橋通り）
- 国道7号（明石通）

流作場五差路（りゅうさくばごさろ）
流作場五差路は、新潟市中央区の万代と東大通の境界付近にある多叉路。北から時計回りに萬代橋通、万代町通、東大通、旧新潟駅前通、新潟県道1号新潟小須戸三条線が交差する。
元は1886年（明治19年）に架けられた初代萬代橋と万代町通が交差するクランク状の道路だったが、1904年（明治37年）の新潟駅開業によって駅の前の道路とも交差し「流作場三叉路」と呼ばれるようになった。第二次世界大戦後の1954年（昭和29年）に行われた新潟駅周辺地区によって東大通が整備されると、流作場三叉路は「流作場五差路」と呼ばれるようになった。

東大通の整備完成後、1968年（昭和43年）には北西側（萬代橋側）に国道7号を跨ぐ横断歩道橋が架けられ、続いて1974年（昭和49年）には南東側（新潟駅側）にも横断歩道橋が架けられた。このうち、北西側のもの（万代五横断歩道橋）は老朽化と萬代橋側のスクランブル交差点の設置により、2005年11月から12月にかけて撤去工事が行われ、現存していない。
万代町通（ばんだいちょうどおり）
1886年（明治19年）に初代萬代橋が架けられたのを機に、県道米沢線の整備の一環として萬代橋架橋の翌年に開通した。開通当初は「新道」と呼ばれ萬代橋と沼垂町を直線で結んでいたが、道路沿いに民家は少なかった。
1897年（明治30年）に沼垂駅、1904年（明治37年）に新潟駅が開業。両駅を結ぶ道路として重要になったことから道路沿いに商店が立ち並ぶようになり、「万代町通」と呼ばれるようになった。
道幅は1945年（昭和20年）の建物疎開によって道路南側の家屋が撤去されたことから、開通時の約二倍の広さとなっている。